# Бражник гиссарский
Гиссарский бражник (Acosmeryx naga hissarica ) — ночная бабочка из семейства бражников (Sphingidae), подвида бражника кобры.

## Описание

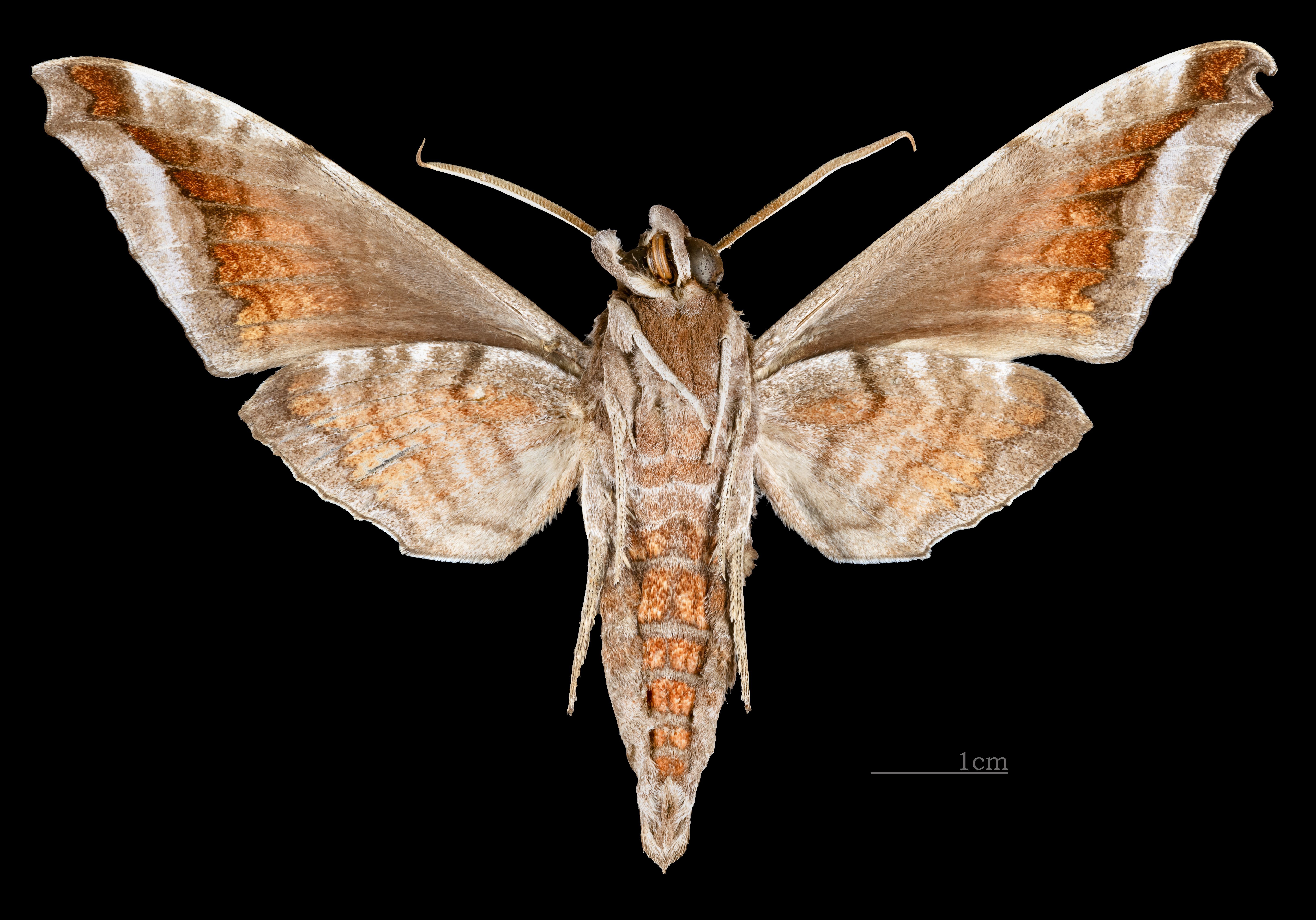
Нижняя сторона крыльев самца

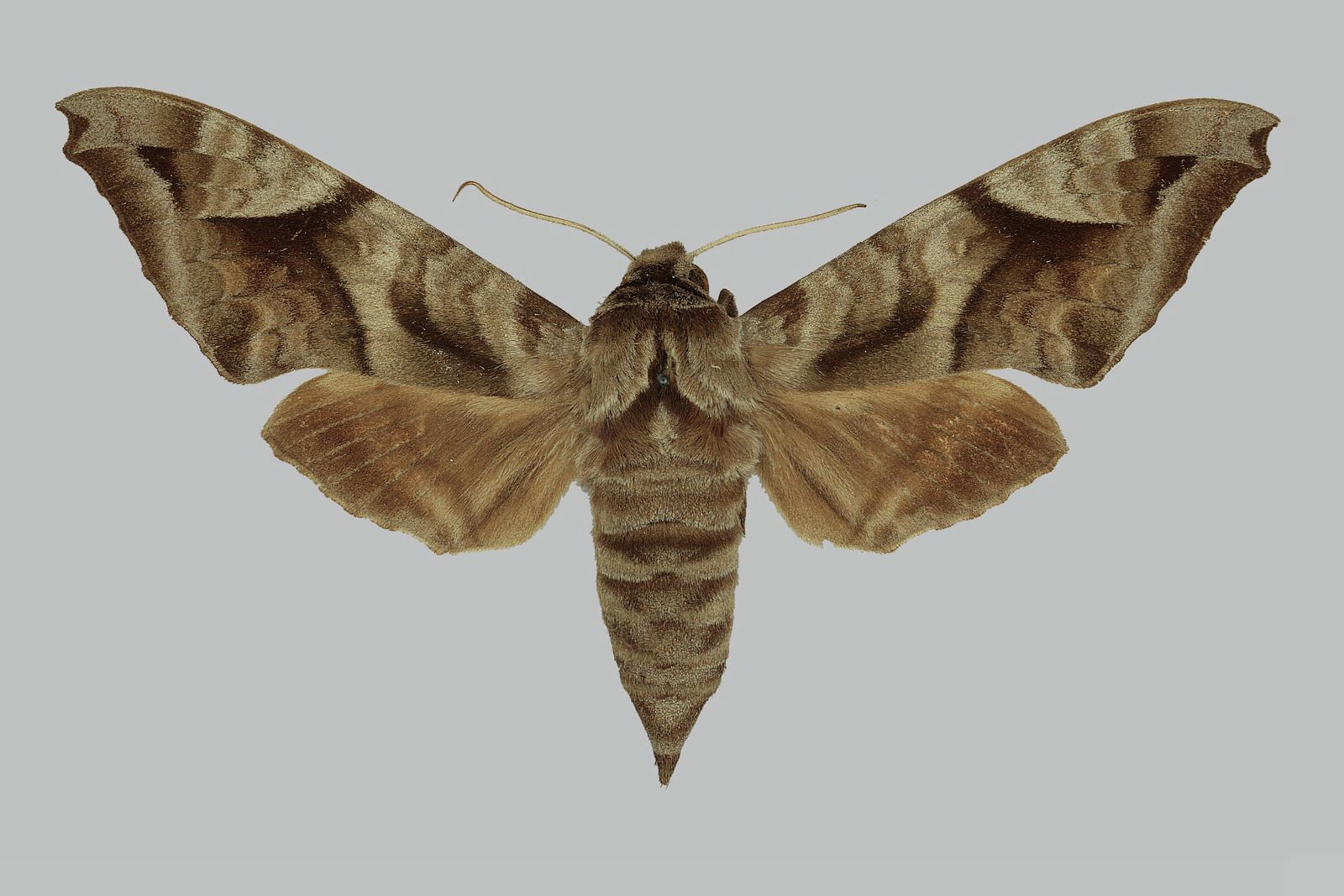
Самка

Крупная бабочка, характеризующаяся мощным, заострённым на конце телом и узкими вытянутыми крыльями. Размах крыльев 82-103 мм. Основная окраска верхней стороны крыльев является серо-коричневой. На верхней стороне передних крыльях проходят тёмные изогнутые перевязи, которые создают подобие мраморного рисунка. На брюшке проходят опоясывающие его косые тёмные поперечные полосы. Задние крылья преимущественно одноцветные со слабо заметными более тёмными перевязями вдоль внешнего края. Усики веретеновидные, отличаются заострённой и крюковидно загнутой вершиной. Глаза крупные, округлые, прикрытые сверху пучком из удлинённых чешуек. Хоботок обычно очень длинный, превышает в несколько раз длину тела.

## Ареал
Эндемичный подвид Гиссарского хребта. Ареал включает территорию следующих стран: Узбекистан, юг Таджикистана и Афганистана).
В Узбекистане населяет окрестности посёлка Аманкутан, долины рек Джиндыдарья, Сайгус (Зарафшанский хребет), Туполангдарья, Сангардак (Гиссарский хребет). Населяет долины с древенистыми и кустарниковыми зарослями на высотах 1100—1600 метров над уровнем моря.

## Биология
Развивается за год одно полное поколение, второе является частичным. Время лёта первого поколения в
конце апреля-мае, второго поколения — в августе-сентябре.
Гусеницы довольно крупные, с пятью парами ног. Окраска достаточно яркая, с косыми полосками и пятнами в виде глаз. Спина гусеницы светло-зелёного цвета, бока и брюшная сторона — сизо-зелёные; по бокам проходит светлая полоска, на 3—10 сегментах расположены яркие косые полосы. Кормовые растения гусениц: Vitis, Ampelopsis, Actinidia, Saurauia. Окукливаются в верхнем слое почвы в сильно увлажненных местах. Зимуют куколки первого (частично) и второго поколений.

## Охрана
Вид включен в Красную книгу Узбекистана (2009) — категория 2 — Уязвимые виды (сокращающиеся в численности, естественно редкие).
Численность на территории страны повсеместно низкая — вид известен по малочисленным находкам. Она сокращается из-за уничтожения природных мест обитания и кормовых растений гусениц (дикий виноград, виноградовник).